# James Greenhalgh
James Greenhalgh, né le 19 février 1975 à Hertfordshire en Angleterre, est un joueur néo-zélandais de tennis.

## Biographie
Il arrive en Nouvelle-Zélande à l'âge de 4 ans.
Il remporte en 1993 avec Steven Downs (qui finira no 1 mondial junior en double) les titres en double junior de Roland-Garros et Wimbledon.
Il remporte avec Grant Silcock le titre en double à Hong Kong en 1999. Ils battent en demi-finale Mark Knowles et Daniel Nestor classés 9e et 6e mondiaux en double (7-6, 7-6). En finale, ils gagnent contre Andre Agassi et David Wheaton par forfait.
Il participe aux rencontres du premier tour du Groupe Mondial de la Coupe Davis en 1996 et 1999.

## Palmarès

### Titre en double messieurs
| No | Date       | Nom et lieu du tournoi | Catégorie   | Dotation  | Surface    | Partenaire    | Finalistes                 | Score   |  |
| -- | ---------- | ---------------------- | ----------- | --------- | ---------- | ------------- | -------------------------- | ------- |  |
| 1  | 05-04-1999 | Salem Open Hong Kong   | Int' Series | 325 000 $ | Dur (ext.) | Grant Silcock | Andre Agassi David Wheaton | Forfait |  |